# Informer (Lied)
Informer (englisch für „Informant“, „Denunziant“) ist ein Lied des kanadischen Reggae-Toasters Snow. Der Song ist die erste Singleauskopplung seines Debütalbums 12 Inches of Snow und wurde am 30. September 1992 veröffentlicht. Er avancierte zu einem weltweiten Erfolg und verhalf Snow zum Durchbruch.

## Inhalt
Informer ist an Denunzianten gerichtet, die andere Menschen durch Verrat oder Falschaussagen ins Gefängnis bringen. Snow schrieb den Song, als er selbst hinter Gittern saß und wegen angeblichen zweifachen versuchten Mordes angeklagt werden sollte, letztendlich aber freigesprochen wurde. Er rappt darüber, wie die Polizei ihn zu Hause festnimmt und in Untersuchungshaft steckt, wo er einer Leibesvisitation unterzogen wird. Die Ermittler hätten von einem Informanten erfahren, dass er eine Person niedergestochen habe, woraufhin er dem Denunzianten Gewalt androht. So bedeutet die charakteristische Zeile „A licky boom boom dem“ so viel wie „Ich schlage dich nieder“. Im Gefängnis vermisst er seine Freundin Tammy und seinen Kumpel MC Shan. Zudem singt Snow von seiner kanadischen Herkunft und seinen jamaikanischen Freunden, die ihm ihren Musikstil näherbrachten, mit dem er nun die Tanzflächen erobere und nach den Sternen greife. Die letzte Strophe wird von MC Shan gerappt, der nicht offiziell als Feature angegeben ist. Er berichtet, dass die Polizei ihn bedrohe und wolle, dass er seinen Freund Snow verrate. Doch würden sie auch unter Gewaltanwendung kein Wort aus ihm herausbekommen, da er kein Denunziant sei.

“Informer, ya’ no say daddy me Snow me I go blame

A licky boom boom dem

’Tective man a say, say daddy me Snow me stab someone down the lane

A licky boom boom dem”

## Produktion
Der Song wurde von dem US-amerikanischen Rapper und Musikproduzenten MC Shan produziert, der auch selbst eine Strophe im Lied rappt. Als Autoren fungierten Snow, MC Shan und Edmond Leary.

## Musikvideo
Bei dem zu Informer gedrehten Musikvideo führte George Seminara Regie. Es verzeichnet auf YouTube über 50 Millionen Aufrufe (Stand: November 2024). Zu Beginn des Videos betritt Snow eine Gefängniszelle. Die meisten Szenen zeigen ihn singend und tanzend, wobei auch tanzende Frauen zu sehen sind. Zudem rappt er hinter Gittern in seiner Zelle. Gegen Ende ist DJ Marvin Prince mit einigen Frauen in einer Sauna zu sehen und MC Shan rappt seine Strophe vor schwarzem Hintergrund, bevor er zu Snow ins Gefängnis geworfen wird. Das Video ist teilweise in Schwarz-Weiß gehalten.

## Single

### Covergestaltung
Das Singlecover ist sepiafarben und zeigt Snow, der den Betrachter über seine Sonnenbrille hinweg ansieht. Im unteren Teil des Bilds befinden sich die Schriftzüge Snow und Informer in Weiß und Orange. Im Hintergrund ist ein Gebäude zu sehen.

### Titellisten
Single
1. Informer (Radio Edit) – 4:05
2. Informer (Album Mix) – 4:28

Maxi
1. Informer (Radio Mix) – 4:11
2. Informer (Album Mix) – 4:28
3. Informer (Drum Edit) – 4:12
4. Informer (Clark’s Fat Bass Mix) – 4:39
5. Informer (Clark’s Super Mix) – 4:51

### Chartplatzierungen
Informer stieg am 5. April 1993 auf Platz 85 in die deutschen Singlecharts ein und erreichte vier Wochen später die Chartspitze, an der es sich sieben Wochen halten konnte. Insgesamt hielt sich der Song 23 Wochen lang in den Top 100, davon 14 Wochen in den Top 10. Ebenfalls Rang eins belegte die Single unter anderem in den Vereinigten Staaten, der Schweiz, Schweden, Norwegen, Australien und Neuseeland. In den deutschen Single-Jahrescharts 1993 erreichte das Lied Position sechs.
| ChartsChartplatzierungen       | Höchstplatzierung | Wochen |
| ------------------------------ | ----------------- | ------ |
| Deutschland (GfK)              | 1 (23 Wo.)        | 23     |
| Kanada (MC)                    | 9 (… Wo.)         | …      |
| Österreich (Ö3)                | 2 (17 Wo.)        | 17     |
| Schweiz (IFPI)                 | 1 (19 Wo.)        | 19     |
| Vereinigte Staaten (Billboard) | 1 (25 Wo.)        | 25     |
| Vereinigtes Königreich (OCC)   | 2 (15 Wo.)        | 15     |

| ChartsJahrescharts (1993)      | Platzierung |
| ------------------------------ | ----------- |
| Deutschland (GfK)              | 6           |
| Österreich (Ö3)                | 9           |
| Schweiz (IFPI)                 | 14          |
| Vereinigte Staaten (Billboard) | 10          |
| Vereinigtes Königreich (OCC)   | 13          |

### Auszeichnungen für Musikverkäufe
Informer erhielt im Jahr 1993 in Deutschland für mehr als 500.000 Verkäufe eine Platin-Schallplatte. In den Vereinigten Staaten wurde es für über eine Million verkaufte Einheiten ebenfalls 1993 mit Platin ausgezeichnet.

| Land/Region                  | Auszeichnungen für Musikverkäufe (Land/Region, Auszeichnung, Verkäufe) | Verkäufe  |
| ---------------------------- | ---------------------------------------------------------------------- | --------- |
| Australien (ARIA)            | 2× Platin                                                              | 140.000   |
| Deutschland (BVMI)           | Platin                                                                 | 500.000   |
| Neuseeland (RMNZ)            | Platin                                                                 | 15.000    |
| Niederlande (NVPI)           | Gold                                                                   | 50.000    |
| Österreich (IFPI)            | Gold                                                                   | 25.000    |
| Vereinigte Staaten (RIAA)    | Platin                                                                 | 1.300.000 |
| Vereinigtes Königreich (BPI) | Silber                                                                 | 200.000   |
| Insgesamt                    | 1× Silber · 2× Gold · 5× Platin ·                                      | 2.230.000 |

## Con Calma
Am 25. Januar 2019 veröffentlichte der puerto-ricanische Reggaeton-Musiker Daddy Yankee mit Con Calma eine Coverversion des Songs, auf der auch Snow mit einem Gastbeitrag vertreten ist. Das Lied wurde ebenfalls ein erfolgreicher Hit, belegte unter anderem Platz sechs in Deutschland und erhielt eine Platin-Schallplatte.